# Robert Walter Weir

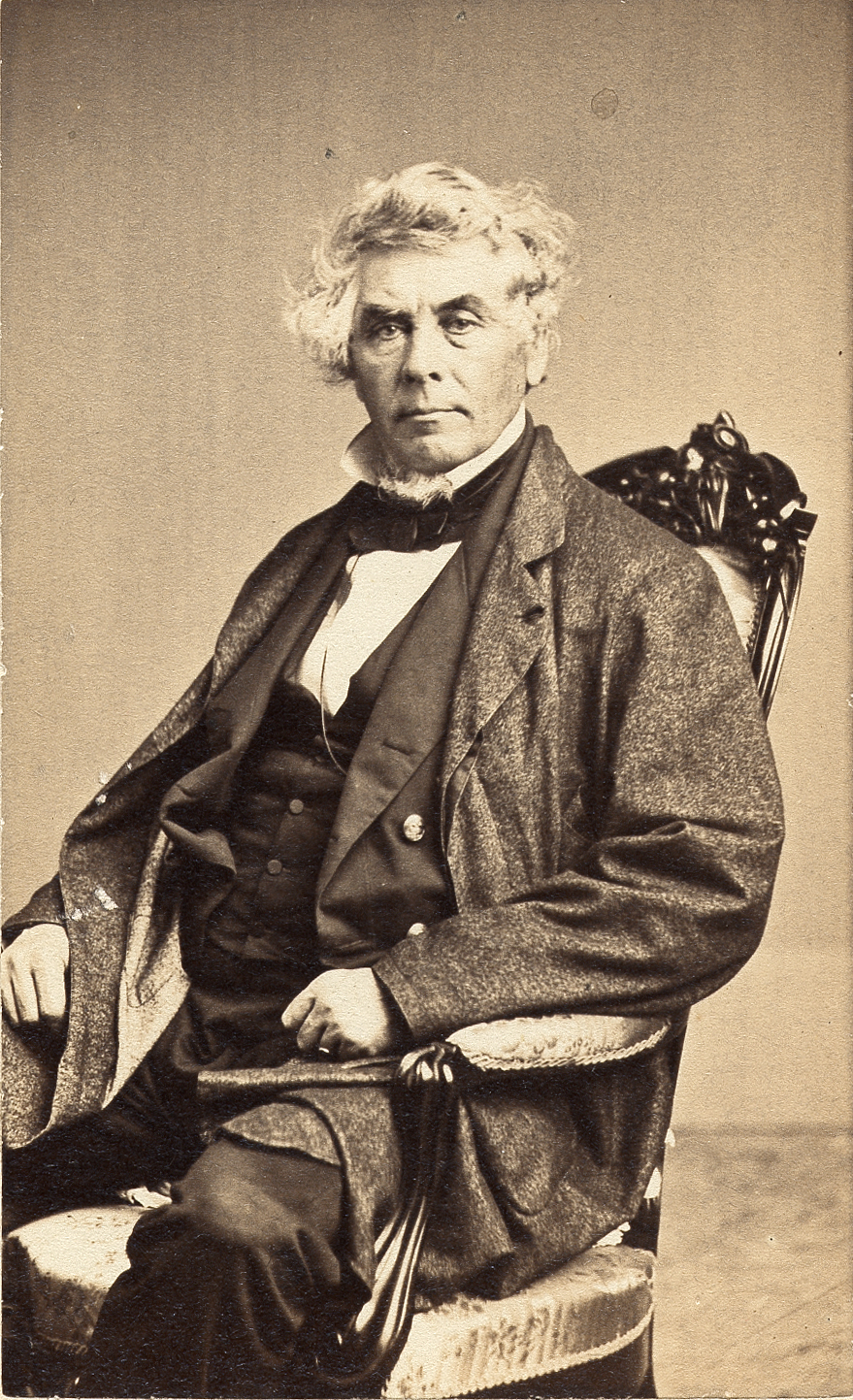
Robert Walter Weir, ok. 1864.

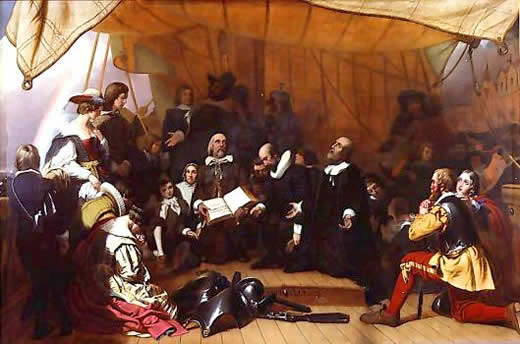
Embarkation of the Pilgrims (Wejście pielgrzymów na pokład), 1844.

Robert Walter Weir (ur. 18 czerwca 1803 w New Rochelle, zm. 1 maja 1889 w Nowym Jorku) – amerykański malarz, ilustrator i nauczyciel, zaliczany do Hudson River School. Malował sceny historyczne, pejzaże i portrety.
Weir był nauczycielem (później profesorem) rysunku w Akademii Wojskowej Stanów Zjednoczonych w West Point w latach (1834–1876) i członkiem National Academy of Design od 1829 r. Jego prace znajdują się m.in. na Kapitolu i w Metropolitan Museum of Art.

## Wybrane prace
- Paul Preaching at Athens
- Portret Sylvanusa Thayera
- Embarkation of the Pilgrims at Delft Haven, Holland, July 22nd, 1620.
- Picnic Along the Hudson,
- Landing of Hendrik Hudson.
- Evening of the Crucifixion.
- Columbus before the Council of Salamanca.
- Our Lord in the Mount of Olives.
- Virgil and Dante crossing the Styx
- Portret Jareda Mansfielda.
- Portret generała Winfielda Scotta.
- Portret Dennisa Hart Mahana.
- Portret Roberta E. Lee.

## Galeria

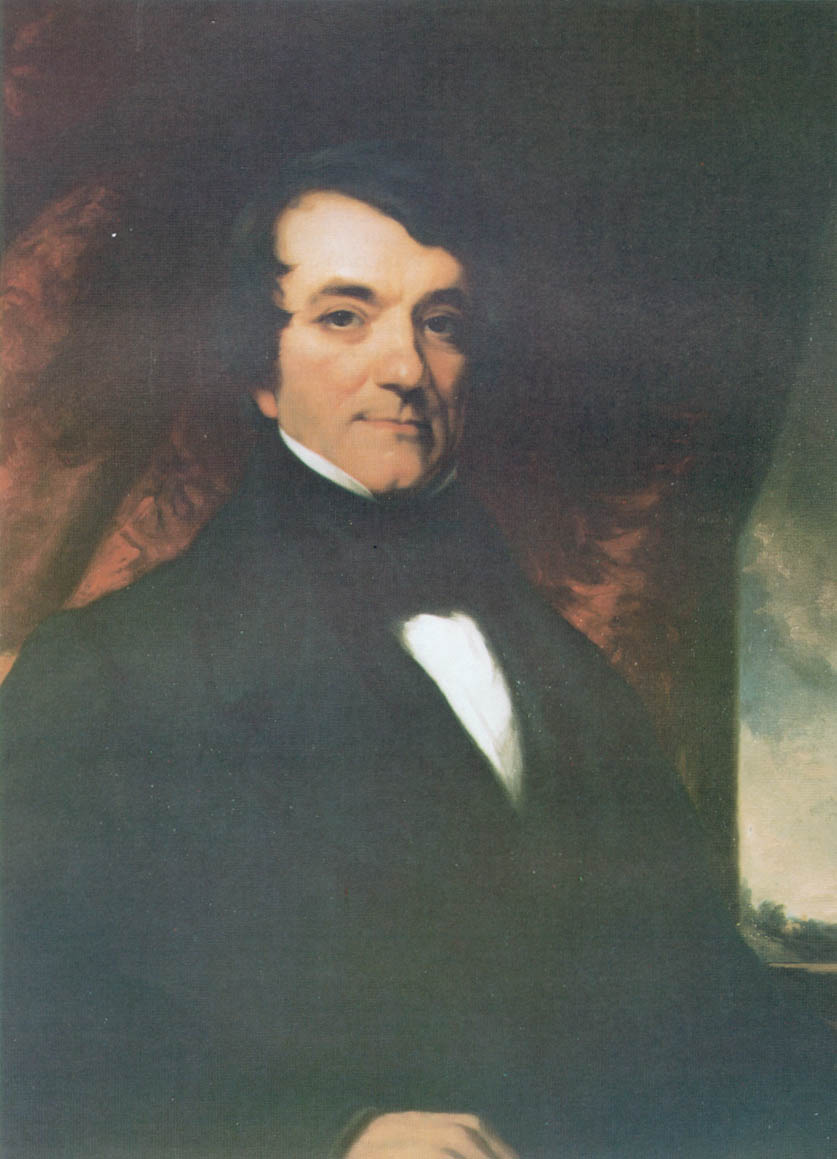
John Canfield Spencer
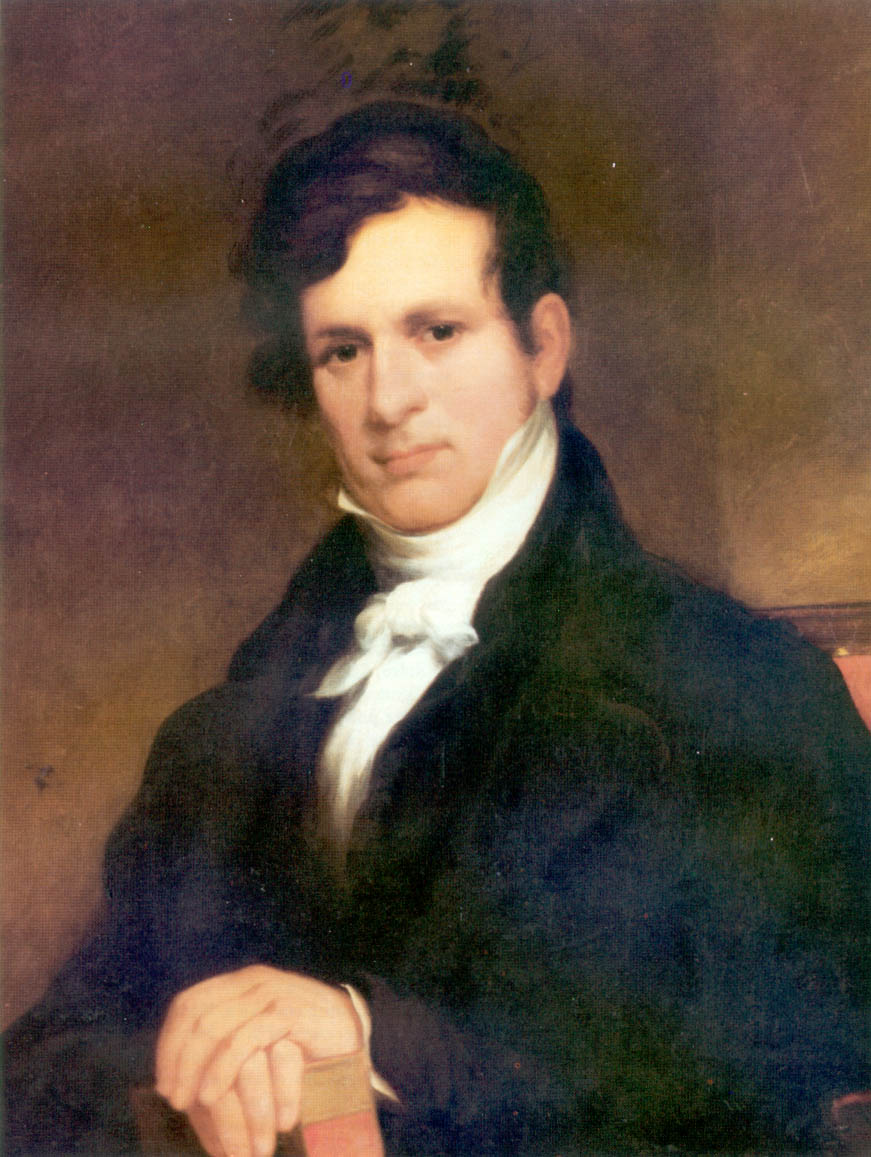
John Eaton
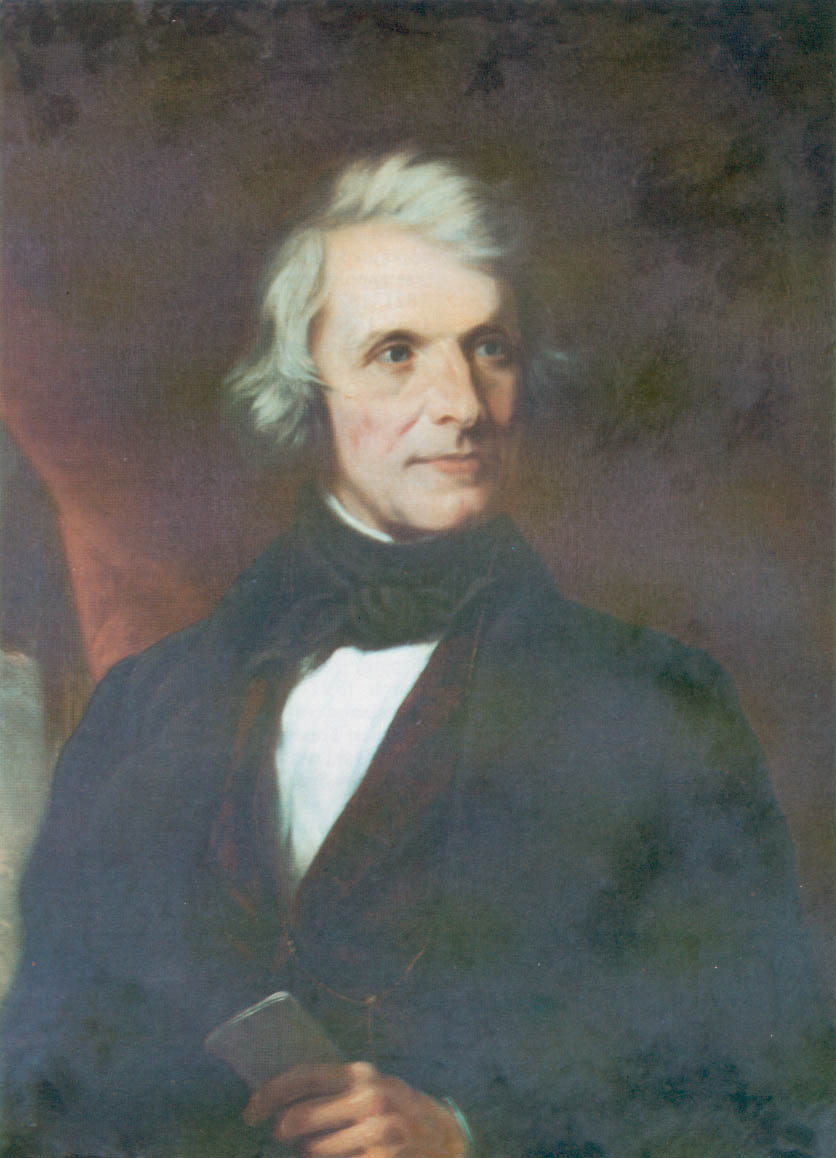
William Wilkins